# خط زمني للأقزام البيضاء والنجوم النيوترونية والمستعرات العظمى

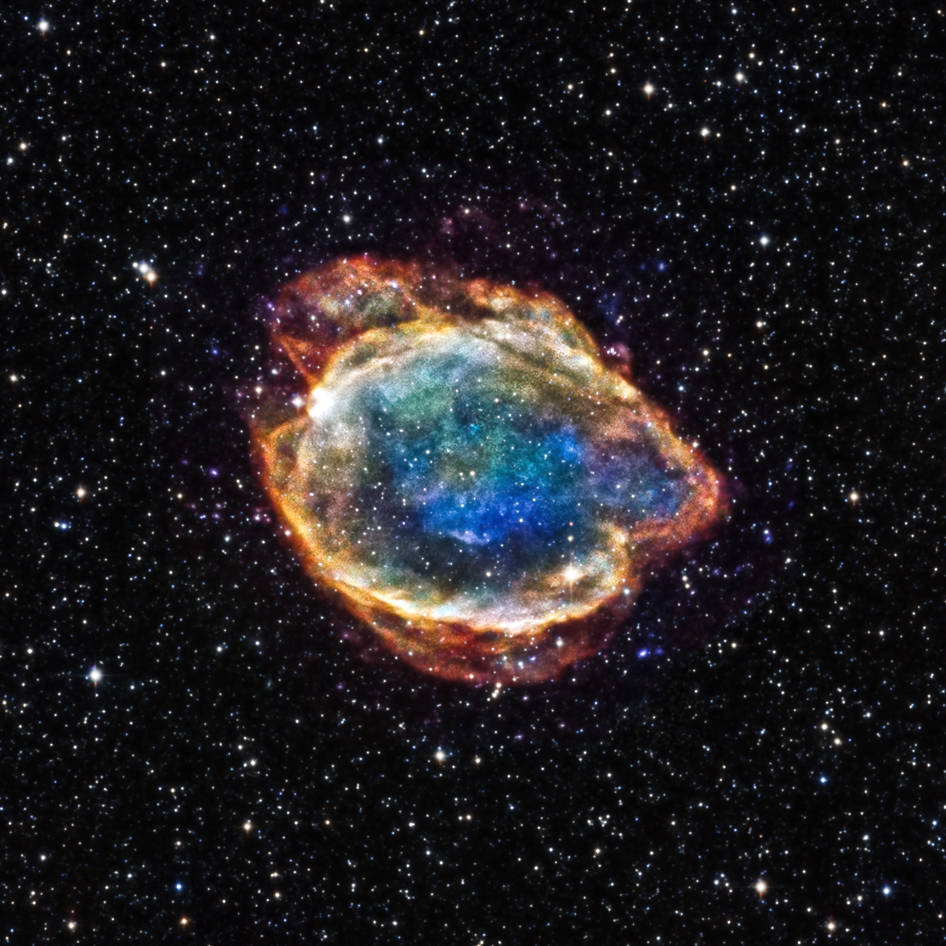
نجم متفجر يتفتح مثل زهرة كونية

الخط الزمني -للأقزام البيضاء، والنجوم النيوترونية، والمستعرات
وضعت هذه القائمة أساسا لتطوير المعرفة التاريخية، وأيضا عن بعض انفجارات المستعرات العظمى التاريخية . وللاطلاع على قائمة منفصلة حول المستعرات العظمى، انظر قائمة المستعرات الأعظمية . تشير جميع التواريخ إلى وقت رصد المستعر الأعظم من الأرض أو من خلال التلسكوبات القوية بما فيه الكفاية الموجودة في ذلك الوقت.

## الإطار زمني
- 185 - علماء الفلك الصينيون أول من يسجل ملاحظات المستعر الأعظم،م أ 185[1]
- 1006 -علي بن رضوان وعلماء الفلك الصينيين راقبوا المستعر الأعظم 1006 الذي لوحظ في كوكبة السبع.[2][3]
- 1054 -لاحظ الفلكيون الصينيون والهنود الأمريكيون والفلكيون العرب المستعر م أ 1054[4] في سديم السرطان.
- 1181 –علماء الفلك الصينيين قاموا برصد المستعر الأعظم 1181.
- 1572 -تيخو براهي رصد المستعر الأعظم 1572 .[5][6]
- 1604 -مستعر كيبلر م أ 1604 مستعر أعظم نوع 1أ[7] في كوكبة الحواء
- 1862 –ألفان غراهام كلارك رصد الشعرى اليمانية ب
- 1866 –ويليام هاغينز درس طيف مستعر وإكتشف أنه محاط بسحابة من الهيدروجين.
- 1885 –مستعر م أ 1885 إيه لوحظ في مجرة أندروميدا مما أدى إلى الاعتراف بأن المستعرات العظمى فئة متميزة من المستعرات .
- 1910 –لوحظ طيف 40 إريداني B، مما يجعله أول قزم أبيض مؤكد.[8]
- 1914 –والتر سيدني آدمز يحدد الكثافة العالية لنجم الشعرى اليمانية ب.
- 1926 –رالف فاولر يستخدم إحصاء فيرمي ديراك لشرح النجوم البيضاء القزمة .[9]
- 1930 – سابرامانين تشاندراسخار يكتشف الحد الأقصى لكتلة القزم الأبيض .
- 1933 –يقترح فريتز زفيكي وفالتر بادي فكرة النجم النيوتروني، وأن المستعرات العظمى يمكن أن تنشأ من انهيار النجوم العادية إلى نجوم نيوترونية، بل أن مثل هذه الأحداث يمكن أن تفسر خلفية الأشعة الكونية.
- 1939 –روبرت أوبنهايمر وجورج فولكوف يحسبان النماذج الأولى ة للنجم النيوتروني.
- 1942 - J.J.L. دوفنداك، نيكولاس مايال، وجان أورت يستنتجون أن سديم السرطان هو بقايا المستعر الأعظم 1054 الذي لاحظه علماء الفلك الصينيون.
- 1958 - إيفري ششاتسمان، كينت هاريسون، ماسامي واكانو، وجون ويلر يستنتجون أن الأقزام البيضاء غير مستقرة إلى معكوس اضمحلال بيتا.
- 1962-ريكاردو جياكوني ، هربرت غورسكي، فرانك باوليني، وبرونو روسي يكتشفون العقرب إكس-1.
- 1967 - جوسلين بيل وأنتوني هويش يكتشفان نبضات راديوية من نباض.
- 1967 - J.R. هاريز، كينيث G. مكراكن، R.J. فرنسي، و A.G. فينتون اكتشاف أول أشعة سينية عابرة.
- 1968 - يقترح توماس غولد أن النجوم النابضة نجوم نيوترونية دوارة.
- 1969 - اكتشف ديفيد ستايلين و E.C. ريفنستين وويليام كوك ومايك ديزني ودونالد تايلور نبض سديم السرطان مما يربط المستعر الأعظم والنجوم النيوترونية والنجوم النابضة.
- 1971 - ريكاردو جياكوني، هربرت غورسكي، إد كيلوغ، R. ليفنسون، E. شكرير، و H. تانانبوم يرصدون نبضات 4.8 ثانية لنباض الأشعة السينية النجم إكس-3 قنطورس
- 1972 - يكتشف تشارلز كوال المستعر الأعظمSN 1972E من النوع مستعر أعظم نوع 1أ في إن جي سي 5253 .
- 1974 - راسل هولز وجوزيف تايلور يكتشفان النابض الثنائي PSR 1913+16.
- 1977 - كيب ثورن وآنا زيتكوف يقدمان تحليل مفصل للاجسام ثورن-زيتكوف
- 1982 - دونالد باكر، شرينيفاس كولكارني، كارل هيلز، مايكل ديفيس، وميلر جوس يكتشفون نباض الميلي ثانية PSR B1937+21.
- 1985 - ميشيل فان دير كليس يكتشف 30 Hz تذبذب شبه دوري في GX 5-1.
- 1987 - اكتشف إيان شيلتون مستعر أعظم 1987 إيه في سحابة ماجلان الكبرى.
- 2006 - روبرت كيمبي و بي. موندول يكتشفان المستعر م أ 2006 جي واي في مجرة إن جي سي 1260.